# Elektrische lading
Elektrische lading, vaak kortweg lading genoemd, is een natuurkundige grootheid (symbool Q) die aangeeft op welke manier een deeltje wordt beïnvloed door elektrische en magnetische velden. Voorwerpen kunnen positief of negatief geladen zijn. Ladingen van dezelfde polariteit stoten elkaar af, terwijl ladingen van tegengestelde polariteit elkaar juist aantrekken. Lading wordt in het SI-stelsel uitgedrukt in de afgeleide eenheid coulomb (C) of in de scheikunde en deeltjesfysica in de elementaire lading.

## Geschiedenis

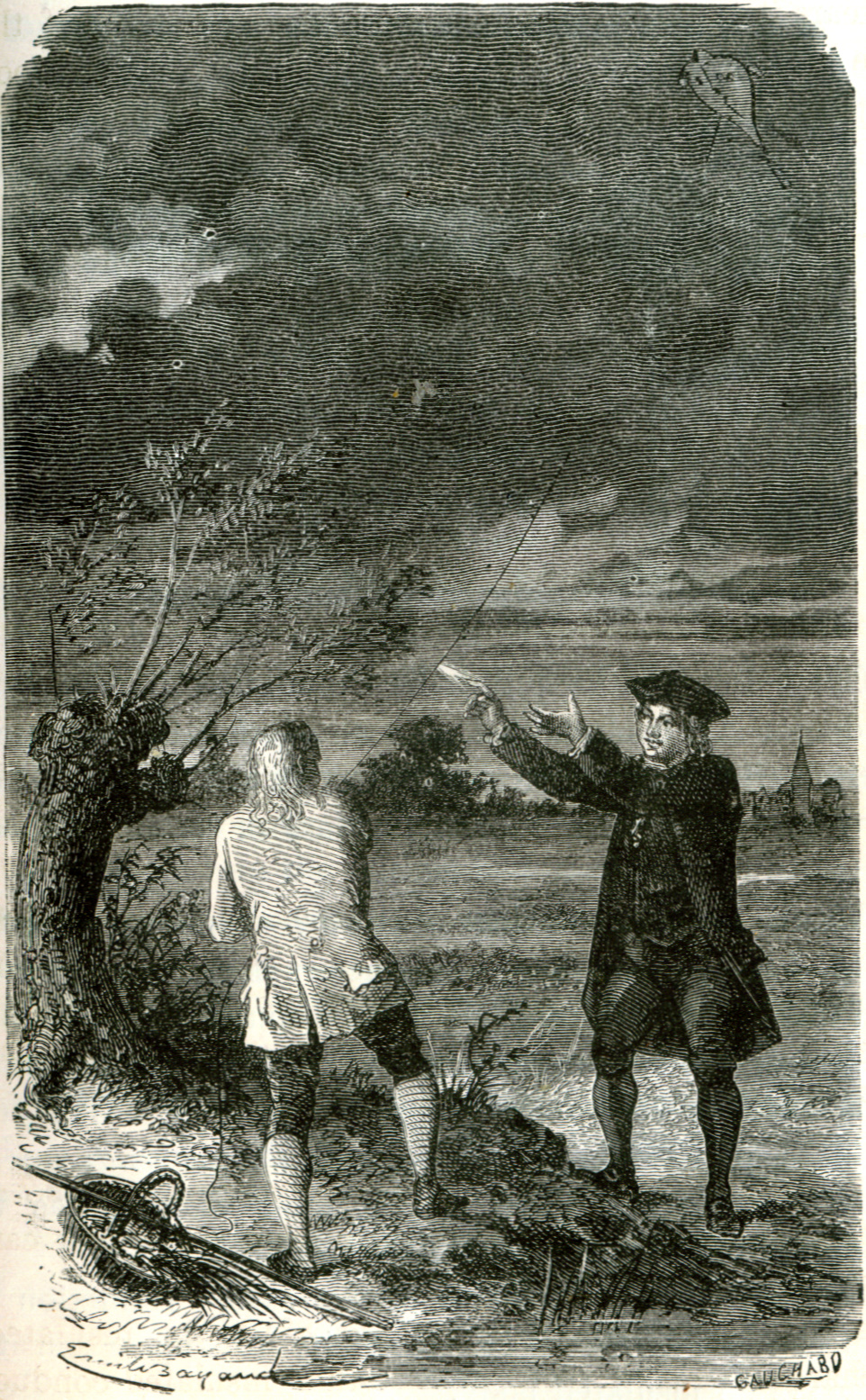
Franklin's bliksem-experiment

Elektrische lading was al in de klassieke oudheid bekend bij de Grieken, die ontdekten dat barnsteen, als het met een vacht was opgewreven, lichte deeltjes kon aantrekken. Het verschijnsel elektriciteit is dan ook genoemd naar het Griekse woord voor barnsteen, ηλεκτρον (elektron).
In de 18e eeuw werd elektriciteit zeer populair, onder andere door de gevaarlijke maar spectaculaire experimenten met bliksem door Benjamin Franklin. In die periode werden ook allerhande elektriseermachines ontwikkeld, waarmee allerlei ziekten en kwalen genezen zouden kunnen worden, maar waarmee ook amusement werd bedreven. Mensen werden, geïsoleerd opgesteld, met een elektriseermachine verbonden, zodat hun haar alle kanten op ging staan.
Robert Millikan en Harvey Fletcher konden in 1909 door middel van een proef de eenheid van elektrische lading bepalen en concludeerden daaruit dat de elektrische lading is gekwantiseerd. Hun proef wordt tegenwoordig de proef van Millikan genoemd en bestond eruit kleine verstoven oliedruppels in een elektrisch veld te laten zweven. Door de snelheid van het vallen of stijgen van deze druppeltjes te bepalen kon de lading per druppel worden bepaald. Het minimale verschil tussen die ladingen per druppel is de elementaire ladingseenheid.
De huidige theorie over elektromagnetisme staat in principe naast elektrische lading ook magnetische lading toe. Deze lading zou zich manifesteren als magnetische monopool, maar die zijn tot op heden niet gevonden.
Einstein formuleerde zijn postulaat dat de lichtsnelheid constant is in elk inertiaalstelsel, naar aanleiding van een verschil tussen de wetten van Maxwell en klassieke 'Galileïsche' inertiaalstelsels, waarin volgens gangbare inzichten alle natuurwetten hetzelfde moeten zijn. Volgens Maxwell echter hangen magnetische krachten op ladingen af van de relatieve beweging van waarnemer en lading. Dit leidde tot de speciale relativiteitstheorie.

## Spanning en capaciteit
Geladen deeltjes van dezelfde polariteit stoten elkaar af met een kracht die kwadratisch toeneemt met afnemende afstand tussen de deeltjes. Bij het toevoegen van geladen deeltjes aan een geleider neemt de afstand tussen de deeltjes af, waardoor het steeds meer energie per ladingseenheid kost om extra lading toe te voegen. Dit is de potentiaal ofwel spanning van die geleider, uitgedrukt in volt (V). Een geleider die veel lading opneemt per volt heeft een hoge capaciteit. Die capaciteit hangt uiteraard af van de afmetingen van die geleider.
Bijzondere constructies zijn bedacht voor het opslaan van zo veel mogelijk lading per volt. Zulke componenten heten condensatoren en maken gebruik van de aantrekkende kracht tussen tegengesteld geladen deeltjes in twee dicht bij elkaar gehouden geleiders, om de afstotende kracht van gelijk geladen deeltjes binnen elke geleider op te heffen.
Lading kan ook opgeslagen worden op een van de aarde geïsoleerde metalen bol, zoals in de vandegraaffgenerator. Als de lading echter te groot wordt, treedt er door ionisatie lek op naar de lucht, wat bij voldoende lading met vonken gepaard kan gaan. De maximale hoeveelheid lading en daarmee ook de elektrische spanning op een elektrisch geleidende bol is lineair afhankelijk van de diameter van die bol. Bij het vergroten van de bol wordt het gevaar voor de mens steeds groter, doordat de ontlading dan tot grote stroomsterktes kan leiden. Bij een elektrische stroom van meer dan 100 mA door de hartspier van een mens is de kans op een hartstilstand groot.

## Eenheden van lading
Voor zover bekend komt elektrische lading in de natuur alleen voor in geheeltallige veelvouden van de elementaire lading {\displaystyle e}. Deze is gelijk aan de lading van het proton en heeft een waarde van 1,602 176 53 × 10−19 C. Het elektron heeft precies dezelfde lading, maar dan negatief. Ladingen die geen veelvoud zijn van {\displaystyle e}, komen alleen in quarks voor. Dit zijn elementaire deeltjes, waarvan de lading een veelvoud is van {\displaystyle e/3}, maar die, in tegenstelling tot protonen en elektronen, nooit afzonderlijk zijn waargenomen.
In de 'gewone' materie, die opgebouwd is uit atomen, die weer bestaan uit protonen, neutronen en elektronen, wordt een positieve lading veroorzaakt door een elektronentekort en een negatieve lading door een elektronenoverschot per atoom. De collectieve verplaatsing van elektronen door een geleider wordt elektrische stroom genoemd.
In formulevorm:
{\displaystyle I(t)={\frac {\mathrm {d} Q(t)}{\mathrm {d} t}}}
Hierin is {\displaystyle I} de stroom in ampère, {\displaystyle Q} de lading in coulomb en {\displaystyle t} de tijd in sec.
Om de verplaatste lading {\displaystyle \Delta Q} in een periode {\displaystyle T} te vinden, wordt de integraal van beide leden genomen:
{\displaystyle \Delta Q=Q(T)-Q(0)=\int _{0}^{T}I(t)\,\mathrm {d} t}

## Krachten tussen ladingen
De wet van Coulomb drukt de aantrekking of afstoting van geladen voorwerpen in rust uit in formulevorm. Elektrische ladingen veroorzaken elektrische velden, onafhankelijk van hun bewegingstoestand. Krachten tussen stilstaande ladingen worden bestudeerd in de elektrostatica. Onderling bewegende elektrische ladingen veroorzaken bovendien een magnetisch veld. Zo'n veld plant zich met de lichtsnelheid voort en beïnvloedt op zijn beurt de andere bewegende ladingen. Een magnetisch veld oefent namelijk op een lading die dwars op de veldrichting beweegt een kracht uit, de lorentzkracht, die loodrecht staat op zowel de veldrichting als de bewegingsrichting. Dit is de oorzaak van het verschijnsel inductie, beschreven door de wet van Faraday, en ook van een samenknijpend effect op vrije ladingdragers met gelijk teken die dezelfde kant op bewegen. Dit is een bekend effect in de plasmafysica.
Zowel de elektrostatische aantrekking en afstoting als de lorentzkracht liggen besloten in de alomvattende wetten van Maxwell van het elektromagnetisme.

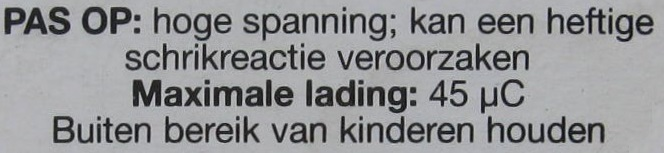
Waarschuwing op een elektrische vliegenmepper

## Accu
De capaciteit van accu's, niet te verwarren met de capaciteit van een condensator, wordt opgegeven in ampère-uur (Ah) of milliampère-uur (mAh). Die capaciteit komt overeen met een elektrische lading: 1 Ah is gelijk aan 3600 coulomb. De capaciteit is de maximale lading die de accu kan laten stromen van de positieve naar de negatieve pool, en die bij het volledig opladen in omgekeerde richting door de accu gestuwd moet worden. Het is niet zo dat de accu per saldo een lading heeft, en ook niet dat de genoemde lading aanwezig is in een compartiment ervan, en de tegengestelde lading in een ander compartiment. In de accu vindt een chemisch proces plaats die het rondstromen van de lading op gang kan houden tot aan de maximale waarde.